# جوشوا تيجاني
جوشوا تيجاني (بالإنجليزية: Joshua Tijani) هو لاعب كرة قدم غاني في مركزي قلب الدفاع، ولد في 21 أبريل 1992 في غانا. شارك مع منتخب غانا لكرة القدم. أما مع النوادي، فقد لعب مع أشانتي غولد.